# Yves Tenret
Yves Tenret est un écrivain et journaliste belge, né à Bruxelles le 26 juillet 1948.
Il vit à Paris et enseigne à l'École supérieure d'art de Mulhouse. Il anime l'émission La vie est un roman sur la radio Aligre FM,.

## Biographie
Yves Tenret n'a pas connu son père. Comme il le raconte dans Maman, sa mère exercera différents métiers qui nécessitent de travailler la nuit ; ainsi, il est un enfant ballotté entre ses grands-parents maternels et différents pensionnats et écoles.
À 17 ans, il quitte le domicile familial. Après plusieurs années d'errance, il passe son bac à Strasbourg en candidat libre et poursuit par des études d'histoire de l'art à l'École des hautes études en sciences sociales de Paris.
Il sort en 1973 un premier livre à compte d'auteur, Un été. Il est par la suite publié dans de nombreuses petites publications marginales et finit, pendant un temps, par devenir journaliste. En 1990, il est embauché par la Haute École des arts du Rhin de Mulhouse comme professeur. 
Ce n’est qu’à l’âge de 56 ans qu’il connaît une petite notoriété due à la parution de Comment j’ai tué la Troisième internationale situationniste[réf. incomplète].
Il multiplie les collaborations avec des architectes, des musiciens, des vidéastes et des preneurs de son et publie un second roman, Maman. Par la suite, le recueil de textes Funky boy est le témoin de ces collaborations puisqu’on y retrouve des commandes des architectes Berger & Berger, du sculpteur Olivier Estoppey, des musiciens improvisateurs de Now Cut ou du plasticien Étienne Chambaud.

## Œuvre
(octobre 2018).
- Si vous ne connaissez pas le sujet, laissez ce bandeau (vous pouvez alors contacter les auteurs).
- Si vous supprimez le contenu mis en cause (vous pouvez préalablement contacter les auteurs),

argumentez précisément cette suppression dans la page de discussion
(un manque de référence n'est pas un argument ; une recherche réelle de référence doit avoir été effectuée, être formellement documentée).
L'œuvre de Yves Tenret peut être divisée en deux grandes parties : l’une consacrée à des fictions, l’autre consacrée à l’art.
Une vie d'artiste dans le canton de Vaud, 1967-1978, pensé, réalisé et écrit avec Pierre-Alain Schatzmann, est une coupe synchronique et sociale  du champ de l’art vaudois, coupe courant sur une décennie, et bâtie sur soixante-neuf interviews d’agents directs ou indirects  du milieu artistique local, des artistes, des propriétaires de galerie, des critiques d’art, des collectionneurs, des historiens d’art et des directeurs de musée. À sa sortie, le livre fait scandale ; de nombreux journalistes le critiquent négativement et la totalité du tirage est rapidement vendue[réf. incomplète].
La monographie sur Jacques Pajak (1930-1965), peintre strasbourgeois d’origine polonaise, était une commande de la fondation chargée de la gestion des œuvres de ce peintre. Faire impression – L’école d’art à Mulhouse entre industrie et beaux-arts (1829-2009) est un ouvrage patrimonial sorti à l’occasion des 180 ans de l’école des beaux-arts de Mulhouse.

### Littérature
Dans Comment j’ai tué la Troisième internationale situationniste, Yves Tenret est à la fois auteur, narrateur et héros du livre. Et ce narrateur raconte, de façon précise et détaillée, comment il a tué dans l’œuf la Troisième internationale situationniste qui devait se fonder à Paris en juillet 1983. 
Dans Maman, le fils-narrateur va occuper une position à l’exact opposé de la précédente : donner l'illusion au lecteur de son absence. Une vieille prostituée, en phase terminale d’un cancer général, tout en racontant sa vie, accable son fils de reproches. Elle le décrit comme un vague intellectuel teigneux, un pseudo-artiste, un improductif, un révolutionnaire à la noix, et surtout un être doué d’une formidable aptitude à ne rien faire. À part ça, Maman, bavarde et inventive, modeste et géniale, émouvante et insupportable, se passionne pour les tueurs en série, probablement parce qu’elle flaire que ce sont des mutants qui préfigurent l’humanité de demain. 
Portrait de l’artiste en révolté n’est pas un roman mais un essai dans lequel on retrouve à la fois les racines belges de l’auteur et son passé de sympathisant situationniste. Il s’agit d’une série de courtes monographies  commençant avec Jérôme Bosch et se terminant avec Jean Dubuffet. L'intention est annoncée dès le titre : définir la figure de l'insoumission dans l'art, à travers un certain nombre d'artistes dont le dénominateur commun est d’avoir une œuvre marquant non seulement une différence avec celles de beaucoup de leurs contemporains mais, plus encore, une œuvre qui cristallise un différend avec les mœurs et le système de pensée dominant.  
Funky Boy est un recueil de textes disparates écrits pendant la première décennie du XXIe siècle. C’est une succession de nouvelles et de poésies traitant de sujets appartenant à la Pop culture, tel que les serial-killer, les Hell’s Angels, Philipp K. Dick, James Joyce, l’architecture comme moyen de contrôle des populations ou encore de l’usage de la voiture piégée par les diverses agences des états centraux, tout comme par les groupuscules anti-impérialistes des états périphériques.
Fourt, roman joycien dans lequel Yves Tenret martyrise les mots et les phrases, s’inscrit, ainsi que l’a souligné Patrick Morier-Genoud dans L’Hebdo,  dans l’illustre lignée des garnements de Quick et Flupke et de Zéro de Conduite.

### Périodiques
Une large majorité des périodiques auxquels Yves Tenret a collaboré a été fondée et dirigée par le franco-suisse Frédéric Pajak. Une minorité d’entre eux ont été créés en réaction à ce même Frédéric Pajak. Le Petit Robinet illustré était sous-titré MjT, c’est-à-dire « Moi je Tenret ». Il a contribué aux mensuels Voir, consacré à toutes les formes d’expression artistique, Enfant d’abord et aux revues Social- etTraître et Le Cahier dessiné.

### Performances
À la suite de la conjonction de deux événements distincts, une commande d’un texte sur les serial-killers par le groupe audonien de musique improvisée Now Cut et la création d’une radio Web nommée MNE (Mulhouse Net Expérimental), Yves Tenret fut amené à multiplier toutes sortes de performances, la plupart du temps assisté par des musiciens aux styles divers.

## Ouvrages publiés
- L’année de tous les baisers, Médiapop éditions, Mulhouse, 2019.
- Mon AVC, Médiapop éditions, Mulhouse, 2017.
- Coup fourré rue des Frigos, Paris, Éditions de la Différence, coll. « Noire », 2016, avec Alain Amariglio.
- Coup de chaud à la Butte-aux-Cailles, Paris, Éditions de la Différence, coll. « Noire », 2015
- Faire dépression, Médiapop éditions, Mulhouse, 2015.
- Fourt, Médiapop éditions, Mulhouse, 2014.
- Funky Boy, Médiapop éditions, Mulhouse, 2012.
- Bound for Glory, Éditions de la Cale, Montreux, 2012.
- Faire impression – L’école d’art à Mulhouse entre industrie et beaux-arts (1829-2009), avec David Cascaro, Presse du réel (1829-2009), Dijon, 2011.
- Portrait de l’artiste en révolté, (Bosch, Courbet, Ensor, Fumistes, Duchamp, Hausmann, Grosz, Jorn, Dubuffet), Édition de la différence, Paris, 2009.
- Maman, Édition de la différence, Paris, 2007.
- Comment j’ai tué la troisième internationale situationniste, Édition de la différence, Paris, 2004.
- Humour -  une biographie de James Joyce, Éditions P.U.F., Paris, avec Frédéric Pajak, 2001.
- Le Poireau, illustrations de Charles Belle, Éditions Le Quai, Mulhouse, 1994.
- Un milliard de projets, Jacques Pajak, 1930-1965, Éditions Fondation J. P., Strasbourg, avec Katia Nüsslé-Pajak, 1985.
- Une vie d'artiste, canton de Vaud, 1967-1978, Éditions Revue 48-88, Lausanne, 1979.
- Un été, La Pensée universelle, Paris, 1973.

## Filmographie
- 2012 : Que sais-je ?, film de Jéremy Gravayat avec Yves Tenret (Corps et Voix) et Gil Savoy (Son), 2012
- 2004 : Connanski Loïc, Fontaine, l’urinoir de Duchamp – 2004, dans cette production Canal+, Yves Tenret joue le rôle de l’expert
- 2000 : L'univers est plat, participation à la réalisation par le groupe Dieter d’un documentaire sur l'architecture gonflable, 52 minutes, Monaco, 2000.
- 1984 : Bord de néon, 4 p., scénario, Le petit robinet illustré, no 1, 1984.
- 1978 : Soliloques pour voix de femme et de frigidaire, monologues pour une vidéo noir/blanc de V. Goël, 15 minutes, Genève, 1978.
- 1978 : Allegro, scénario et monologue du film de V. Goël, 16mm couleur, 22 minutes, Genève, 1978.
- 1978 : Un autre été, scénario, monologue et dialogue du film de V. Goël, 16mm noir/blanc, 87 minutes, Genève, 1978.
- 1975 : Maman y a un type qui pleure au fond de la salle, pourquoi ?, Super 8, 22 minutes, Lausanne, 1975.
- 1975 : La journée d’un glandeur, Vidéo noir/blanc, 25 minutes, Lausanne, 1975.
- 1975 : Promenade et perturbations, Vidéo noir/blanc, Lausanne, 1975.
- 1974 : Un jour peut-être, Super 8, 35 minutes, Lausanne, 1974.